# Бесмртна младост
Бесмртна младост је југословенски ратни филм из 1948. године.

## Радња
За време окупације Београда, група младих илегалаца организује сакупљање оружја у намери да помогне партизанима. И упркос прогањању, затварању и мучењу од стране окупатора, млади илегалци успевају да успоставе контакт са партизанским одредом на Космају.

## Занимљивости
Ово је први филм у коме је играо Раде Марковић.

## Улоге
| Глумац            | Улога          |
| ----------------- | -------------- |
| Ирена Колесар     | Зорица         |
| Милош Бранковић   | Раде           |
| Иванка Вељковић   | Вера           |
| Раде Марковић     | Миша           |
| Милутин Татић     | Жарко          |
| Влада Петровић    | Велики         |
| Мила Гец          | мајка          |
| Влада Белопавлић  | Боба           |
| Михајло Фаркић    |                |
| Јован Гец         | Верин отац     |
| Љиљана Марјановић | партизанка     |
| Невенка Микулић   | Верина мајка   |
| Раде Милосављевић | ћале           |
| Стеван Морваи     | поручник Брадл |
| Сава Субашић      |                |
| Бранко Војновић   |                |
| Павле Вугринац    | Агент          |

Комплетна филмска екипа  ▼
| Редитељ                   | Војислав Нановић     |                                    |
| Сценариста                | Војислав Нановић     |                                    |
| Композитор                | Михајло Вукдраговић  |                                    |
| Директор фотографије      | Александар Секуловић |                                    |
| Монтажер                  | Миланка Нановић      | (као Миланка Младеновић)           |
| Сценограф                 | Лазар Милин          |                                    |
| Уметнички директор        | Миомир Денић         |                                    |
| Одсек за шминку           | Савета Ковач         | шминкерка                          |
| Одсек за шминку           | Мића Тивановац       | шминкер                            |
| Менаџер продукције        | Душан Петровић       | директор филма                     |
| Помоћник режије           | Драган Јевтић        | помоћник редитеља                  |
| Помоћник режије           | Никола Лазаров       | помоћник редитеља                  |
| Одсек за звук             | Душан Алексић        | тон мајстор                        |
| Одсек за звук             | Хелмут Дегнер        | асистент тонског сниматеља         |
| Одсек за звук             | Радмило Вуловић      | асистент тонског сниматеља         |
| Специјални ефекти         | Мирослав Радошевић   | трик ефекти сниматељ               |
| Специјални ефекти         | Андрија Зиц          | трик ефекти сниматељ               |
| Одсек за камеру и расвету | Велибор Андрејевић   | први асистент сниматеља            |
| Одсек за камеру и расвету | Никола Ђоновић       | пратилац камере                    |
| Одсек за камеру и расвету | Тодор Јовановић      | пратилац камере                    |
| Одсек за монтажу          | Страшимир Димкић     | резач негатива                     |
| Музички одсек             | Михајло Вукдраговић  | диригент                           |
| Остала екипа              | Љубица Леђанац       | секретар режије                    |
| Остала екипа              | Влада Симић          | дизајнер наслова (као Саша Димкић) |